# ケルナヴェ
座標: 北緯54度53分 東経24度51分 / 北緯54.883度 東経24.850度

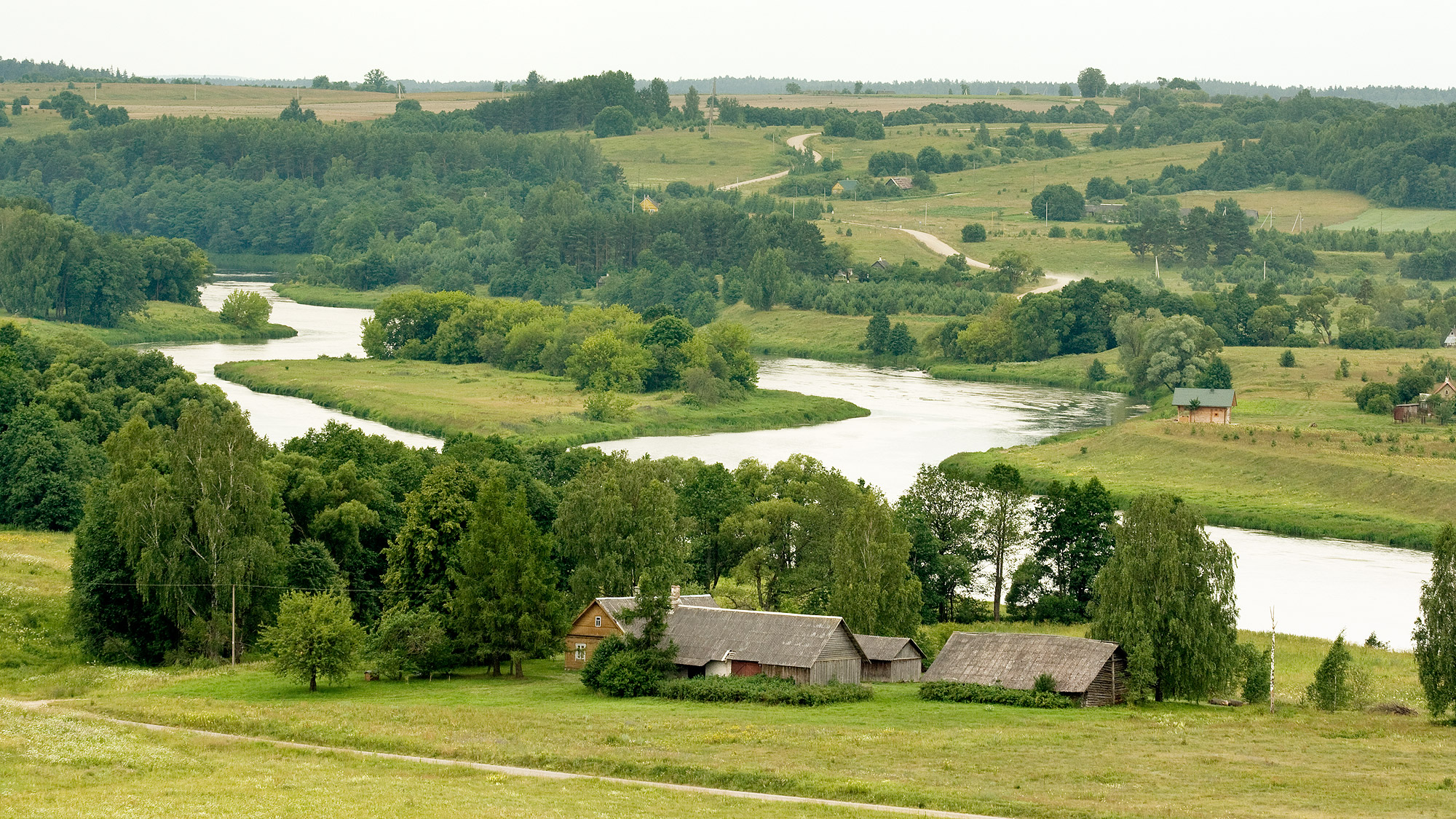
ケルナヴェ近くのネリス川

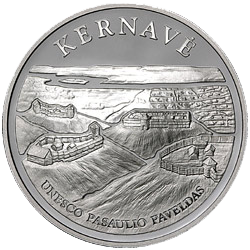
ケルナヴェを描いたリトアニアの記念通貨

ケルナヴェ（Kernavė）は、中世のリトアニア大公国の首都で、現在ではリトアニア南東部のヴィリニュス郡シルヴィントス地区自治体（Širvintos）に属する。今日では、人口318人（1999年時点）にすぎないが、考古遺跡の残る観光地となっており、2003年にはケルナヴェに国立文化保護区が設定され、翌年ユネスコの世界遺産リストに登録された。

## 地理
ケルナヴェはネリス川とパジャウタ渓谷の屈曲部、ネリス川右岸のネリス段丘上部に位置している。歴史的な丘の城塞のある地域が近く、Širvintosとは21 km、ヴィリニュスとは37 km 離れている。高速道路にも近く、ヴィリニュス・カウナス線との距離は 18 km、ヴィリニュス・パネヴェジス線とは17 kmである。ネリス川を利用してヴィリニュスからケルナヴェに旅することも可能である。
ケルナヴェは地方行政区画の1つの中心であり、南部は自然保護区に接している。

## 歴史
ケルナヴェ地域は控えめに見ても旧石器時代末期には定住生活が営まれていた。集落群は中石器時代や新石器時代に入ると、著しく増加する。
町への言及が最初に確認できるのは1279年のことである。ケルナヴェはその年にリトアニア大公国の首都としてドイツ騎士団に攻囲されたのである。1390年に騎士団は城も含む建造物群もろとも町を焼き払った。この襲撃のあと、町が再建されることはなく、残った住民たちは谷に残らずに丘の頂上に移住した。
時代が進むと、都市の遺跡は土に覆われ、湿った泥炭地のようになった。これによって、遺跡は損壊することなく保存され、考古学者たちにとっては貴重な考古資料を提供している。この点から、ケルナヴェを「リトアニアのトロイ」と呼ぶ者たちもいる。実際、2002年にケルナヴェ国立考古歴史博物館が、ワルシャワで主催した初の国外展覧会の名称は、「ケルナヴェ－リトアニアのトロイ」であった。
一帯は、1826年にロマンティックな作家であったFeliks Bernatowiczが小説『リズデイカの娘パジャウタ』（"Pojata, córka Lizdejki"）の中でこの地域を描き出したことで、19世紀半ばに、より広い層の関心を集めることになった。丘の上の城塞はTyszkiewicz兄弟が発掘を行い、1859年にはWładysław Syrokomlaも発掘した。
第二次世界大戦後の発掘作業は、1979年にヴィリニュス大学の研究班が再開させた。1980年から1983年にかけては、リトアニア歴史研究所（Lithuanian Institute of History）が発掘を行い、2003年にはケルナヴェに国立文化保護区が設定された。

## 建築

### 聖堂
今日の聖堂は旧聖堂の敷地に隣接する形で建てられている。旧聖堂の礎は1739年に発掘されたものである。この木造聖堂は1935年にKrivonysに移された。1930年にヴィタウタスの没後500周年を記念して建てられたコンクリートの記念碑は、1420年に建てられたヴィタウタスの聖堂を記憶にとどめるためのものである。15世紀から19世紀までの古い聖堂群の地下に、ケルナヴェの人々が埋葬されている。
二つの礼拝堂が近隣に建っている。木造の方の礼拝堂は、地元の建築様式の例証であり、13世紀末にKernavelė estateに建てられたものが、ケルナヴェの教会に移されたと考えられている。19世紀末には、聖堂は倉庫に使われていた。1920年に新しい聖堂が建てられた。その際に、聖堂の一部でなくなった礼拝堂は廃れてしまったが、1959年に修繕され、1993年から1994年にかけて元通りになった。現在、その礼拝堂はケルナヴェの教区に属しており、木造聖堂の彫刻の展示に使われている。

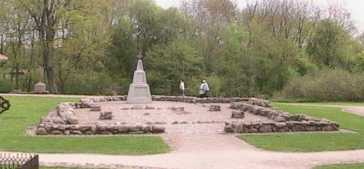
旧聖堂の礎

19世紀に遡るレンガ造りの礼拝堂には、ロメル家の霊廟がある。この礼拝堂が、1851年から1856年にかけて地主のスタニスラウ・ロメル（Stanisław Romer）によって建てられたためである。この小さな礼拝堂はレンガと漆喰で建てられており、後期古典主義様式の建物だが、古典主義には珍しく平面図は八角形である。内部では床に穴があいており、クリプト（地下室）に繋がっている。柩がその中に埋められ、レンガで囲まれていた。礼拝堂の内部には、聖餐台の石造りのテーブルが現存しており、側壁伝いには黒い長椅子がある。壁にはロメル家代々の名前と家紋の入った記念の飾りがある。第一次世界大戦後に一度廃れたが、1959年と1987年に修繕された。現在、礼拝堂はケルナヴェ教区に帰属している。どちらの礼拝堂もケルナヴェの考古・歴史保護区内にある。

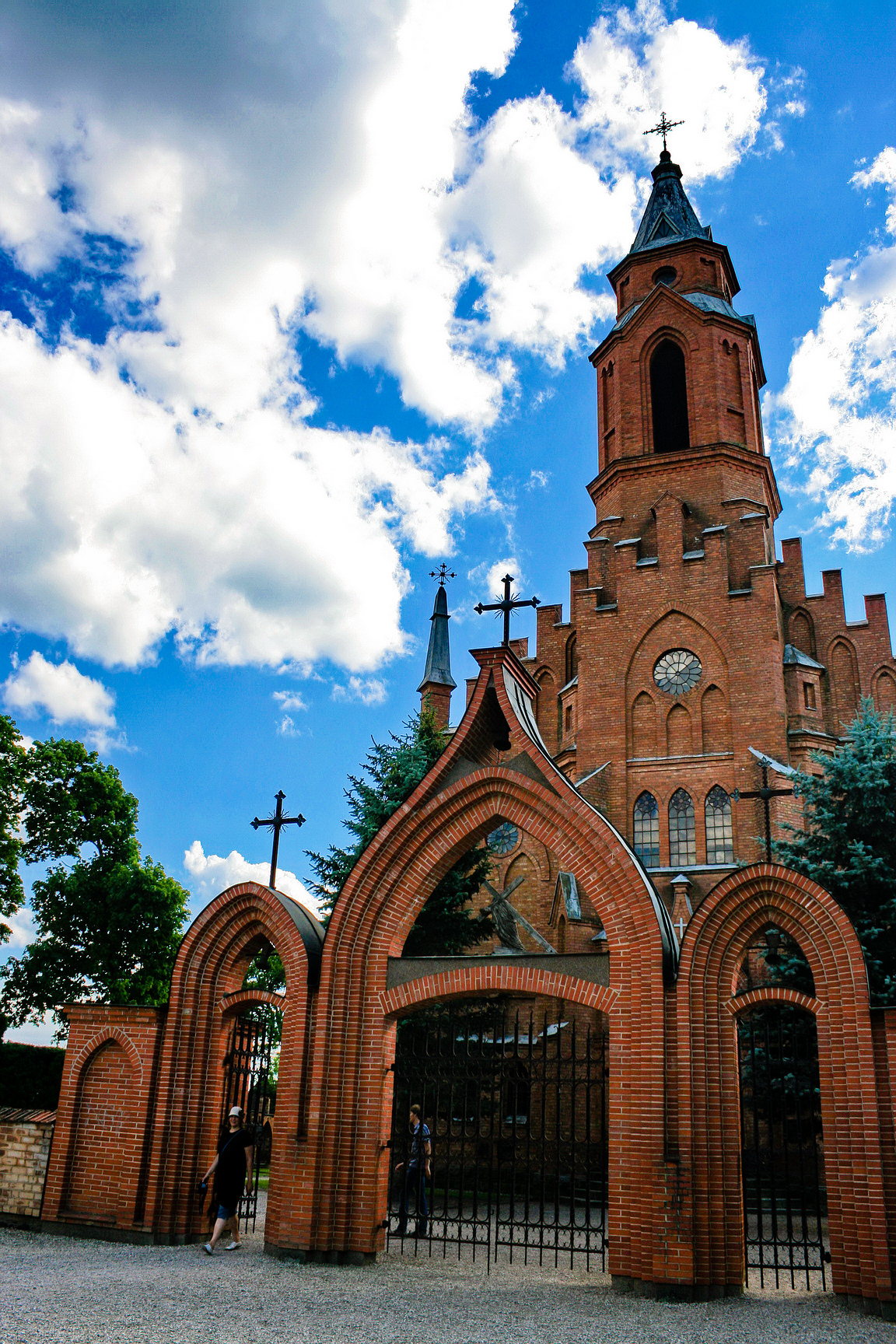
1920年に建造されたケルナヴェの聖堂

現在の新しい聖堂は1910年から1920年にかけて建てられたもので、ネオゴシック的な要素が主である。
1980年代にクリヴァイティス貌下（Monsignor Česlovas Krivaitis）主導のもと、教会墓地の手直し、新たな門の建造、聖餐台や内部の修復等が行われた。教会墓地は芸術家のJadvyga Grisiūtėによってアレンジされた「十字架の道行き」（Stations of the Cross）で飾られている。墓地にはキリスト教化600周年とケルナヴェの名が文献で言及されるようになってから700周年になることをそれぞれ祝う2つの記念碑が建てられている。最初の記念碑は炉と剣を描き、異教からキリスト教への改宗を表している。二つ目は、市門の間に立って剣を携えた騎士で、町の紋章の主要部分から採られている。どちらの記念碑にも石臼が組み込まれている。司祭、作家にしてケルナヴェ史研究の推進役であったNikodemas Švogžlys-Milžinasは、700周年記念碑のそばに墓がある。
聖堂には、聖餐台それ自体、2枚の絵画、2つの彫刻、3つのステンドグラス、鐘など、素晴らしい美術品が残されている。ネオバロック様式の聖餐台は側面の身廊にある。その中央にはマリアの絵があり、両脇には円柱と聖ペテロ・聖パウロの彫刻がある。他にも小さな彫刻があり、マリア、2人の天使、2人の聖人を象っているが、すべての彫刻はバロック様式に属している。
中央の身廊の聖餐台にはMarija Škaplierinė (canvas, oil, metal, 220x120 cm)という絵画がある。これは1816年に、聖母子、父なる神、1羽のハト（聖霊）を描いたものである。これとは別に油彩画（143x104 cm）の聖母子像もある。そこに描かれているのは、マリア、イエス、子羊で、背景にはヨセフ、上空には天使たちが見られる。
他の美術作品には19世紀初頭に遡る小さな聖餐台や2枚のステンドグラス、18世紀に遡る1枚のステンドグラス、17世紀の鐘などがある。鐘は真鍮製で直径45 cm、鋳造はヴィリニュスで行われたものである。
1980年代にクリヴァイティスの尽力で、伝統的でない様式の司教館が建設され、周辺が整理された。司教館の中では、教区民の生活の様子が展示され、歴史的な遺品や聖遺物なども展示されている。
旧司教館でも、1987年に秘蹟に関する遺物（sacramental relics）に関する展示室が開設された。教区会館では世界大戦前の「鉄の狼」（Iron Wolf）の彫刻が再建された。
教会の文化活動はケルナヴェにおける文化的・歴史的な生活に多大な貢献をしており、町の中心部から教会には幅の広い舗装道路が敷かれている。

### 小学校
ケルナヴェ小学校（The Kernavė Primary School）は1929年に建てられた2階建ての校舎である。ここでは1930年12月28日に、教師J. Šiaučiūnasが最初の博物館的な展示を行った。彼は1941年6月14日にソビエト連邦政府によって追放されるまで、この学校での教育・文化活動に人生を捧げていたが、1943年10月17日にシベリアで亡くなった。
1998年に学校は元通りに修復され、地元の議会はその名前を彼にちなんでJuozas Šiaučiūnas小学校と改称することに決めた。1999年には小学校が、2000年にはケルナヴェ博物館が、それぞれ創立70周年を祝った。

### その他
ケルナヴェの古い建造物群は、ヴィリニュス通りとKriveikiškio通りで特によく保存されている。逆に、町の中心部では第二次世界大戦後の建築物が主である。集落は周辺環境の自然美ともよく調和している。町の南には考古・歴史保護区や、ネリス川両岸の素晴らしい景観が広がっている。

## 世界遺産
一帯に保存されている古代から近代までの長い歴史をとどめる様々な遺跡や建造物が世界遺産に登録されている。文化遺産としてのカテゴリは「サイト」であり、「文化的景観」と位置づけられている。主な登録対象は以下の通り。
- 古代から中世の丘の砦
- 古代・中世の集落跡や中世から近代の旧市街
- 紀元前と中世の墓地遺跡
- 旧聖堂の遺跡と2つの礼拝堂

### 登録基準
この世界遺産は世界遺産登録基準のうち、以下の条件を満たし、登録された（以下の基準は世界遺産センター公表の登録基準からの翻訳、引用である）。
- (3) 現存するまたは消滅した文化的伝統または文明の、唯一のまたは少なくとも稀な証拠。
- (4) 人類の歴史上重要な時代を例証する建築様式、建築物群、技術の集積または景観の優れた例。

## 観光

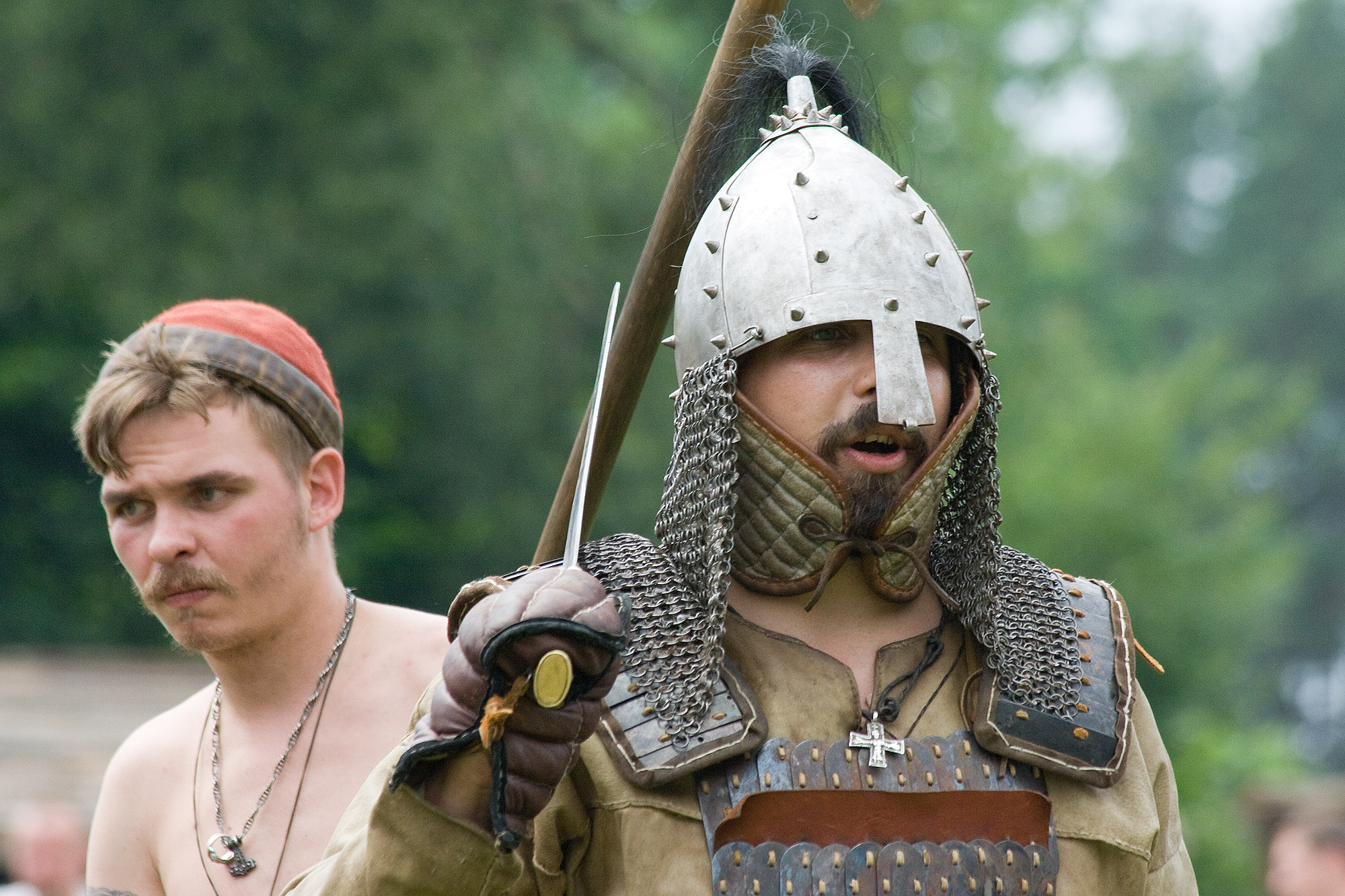
国際的な考古学の祭典で行われた中世の戦い（2008年7月）

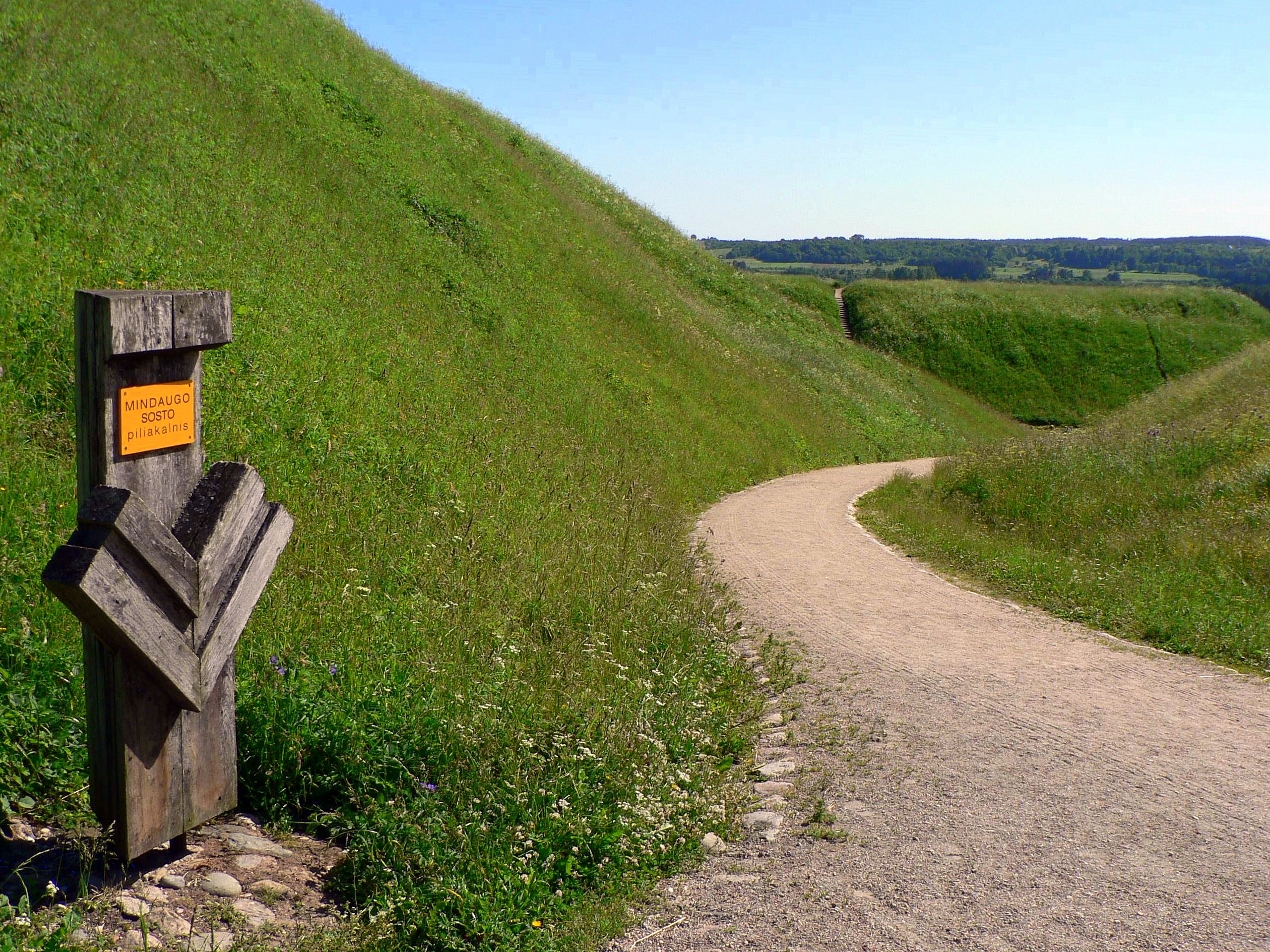
「ミンダウガスの大公座」（"Mindaugas Throne"）の麓

観光客は、ケルナヴェの観光案内所で、催事や周辺の観光名所に関する最新情報を得ることができる。夏のケルナヴェは活気に溢れている。リトアニア国内・国外を問わず考古学者、学生、就学児童たちが参加する考古学的な探検イベントは、2008年時点で20年以上続いている。
ケルナヴェは伝統的なRasaの祭りでも有名である。早くも1967年には、大学生の一団が最初のRasaの祭りを開催しており、これが後に伝統になった。数十年もの間、祭りは魂を清らかにするだけでなく、ソビエト連邦の強制的な入植や国民意識に刻まれた屈辱に抵抗するためのものでもあったのである。当然、祭りを禁止しようとする動きもあったが、うまくいかなかった。
ケルナヴェはミンダウガスの戴冠の日とされる7月6日の国民的祝典でも知られている。その日には祭りが行われ、中世的な職人芸、模擬戦闘、民俗音楽などを見聞きすることができる。職人たちは近隣諸国やバルト海周辺からやってくる。